# منى دزدار

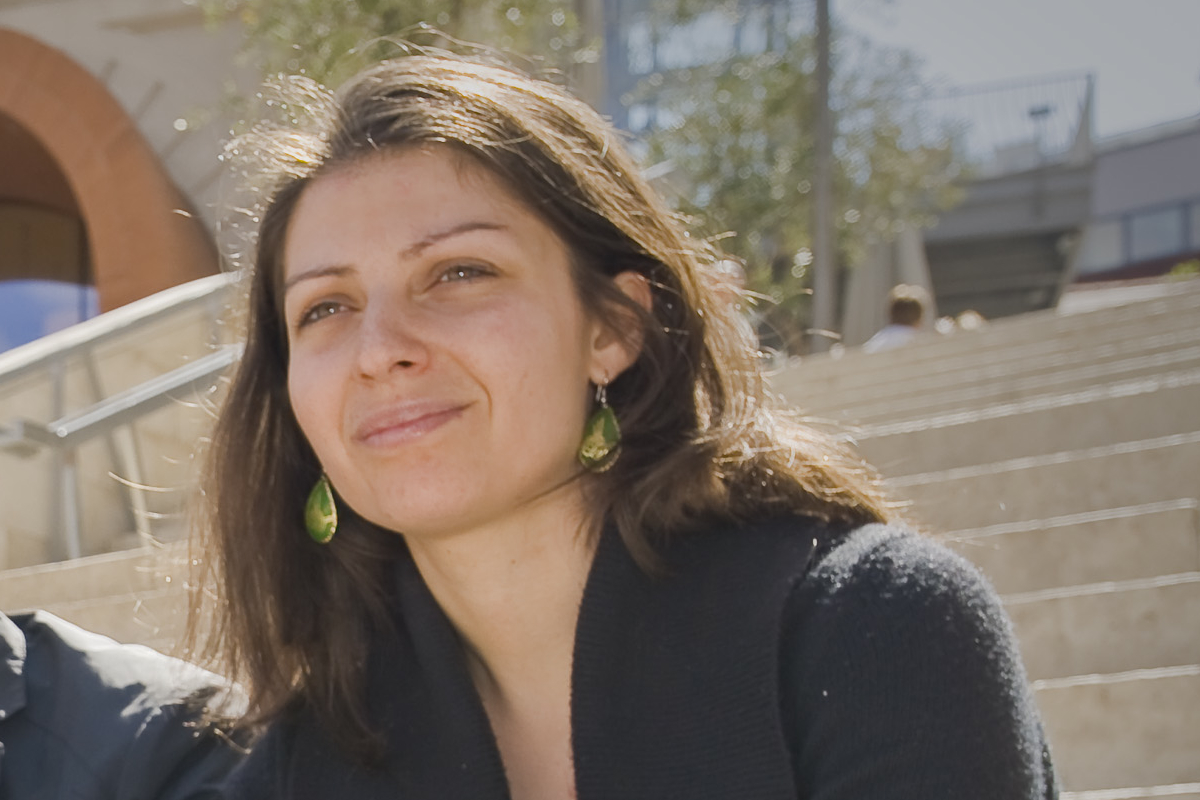
منى دزدار (2009)

منى دزدار (22 أغسطس 1978-) سياسية نمساوية من أصل فلسطيني في الحزب الديمقراطي الاجتماعي النمساوي ومحامية مستقلة. كانت عضوًا في المجلس الاتحادي النمساوي بين عامي 2010 و2012، وبين 2012 و2016 عضوًا في البرلمان والمجلس البلدي لمدينة فيينا، وتولت في عام 2016 حقيبة وزيرة دولة في حكومة كريستيان كيرن.

## نشأتها وحياتها
درست منى دزدار في المدرسة في فيينا من 1984 إلى 1988، Duzdar، ومن 1988 إلى 1996 في مدرسة ثانوية علمية في فيينا. بعد اجتيازها امتحان الثانوية، درست بين 1996 و2004 القانون في جامعة فيينا، حيث تخرجت يدرجة الماجستير في القانون. بعد أن تخرجت، درست بين 2005 و2006 لتحصل على درجة الماجستير في القانون الدولي/القانون في الدول العربية من جامعة السوربون في باريس. في 9 نوفمبر 2011، تقدمت دزدار لامتحان مزاولة المهنة، وفي نوفمبر 2012 أصبحت محامية مستقلة.
أثناء دراستها، عملت دزدار من عام 1999 إلى عام 2001 كسكرتيرة قانونية في جمعية المستأجرين النمساويين، ثم بين عامي 2000 و2004 عملت كسكرتيرة دولية للشبيبة الاشتراكية النمساوية. تخرجت في 2004. وفي عام 2005 عملت كمتدربة في البرلمان الأوروبي مع عضو البرلمان هربرت بوش، وفي أثناء دراستها للماجستير في 2005 و2006، عملت كمساعدة لغة أجنبية في ليفري-غارغان وكليشي سو بوا. ثم في عامي 2005 و2006 كان لها نشاط إداري في الحزب الاشتراكي في باريس.

## سياستها ووظائفها
عملت دزدار بين كان بين سنوات 2001 و2004 في المجلس المحلي لفيينا-دوناوشتادت، وأدت اليمين الدستورية في 28 يناير 2010 كعضو المجلس الاتحادي النمساوي. تولت مهمة المتحدثة باسم السياسة الخارجية في نادي المجلس الاتحادي للحزب. كانت عضوا في لجنة العمل والشؤون الاجتماعية وحماية المستهلك، عضو اللجنة القضائية والأمين ونائب رئيس لجنة الشؤون الخارجية، وعضو و أمين لجنة الشؤون الرياضية وعضو لجنة تضارب المصالح. في 18 نوفمبر 2012 قدمت استقالتها من المجلس الاتحادي، وأدت اليمين الدستورية في برلمان ومجلس بلدي فيينا في 19 نوفمبر 2012 خلفًا لكارين شرودل.
عينت دزدار السياسة الخارجية والتعليم والتكامل، وكذلك سياسات السكن والأراضي كأولويات سياسة لها.

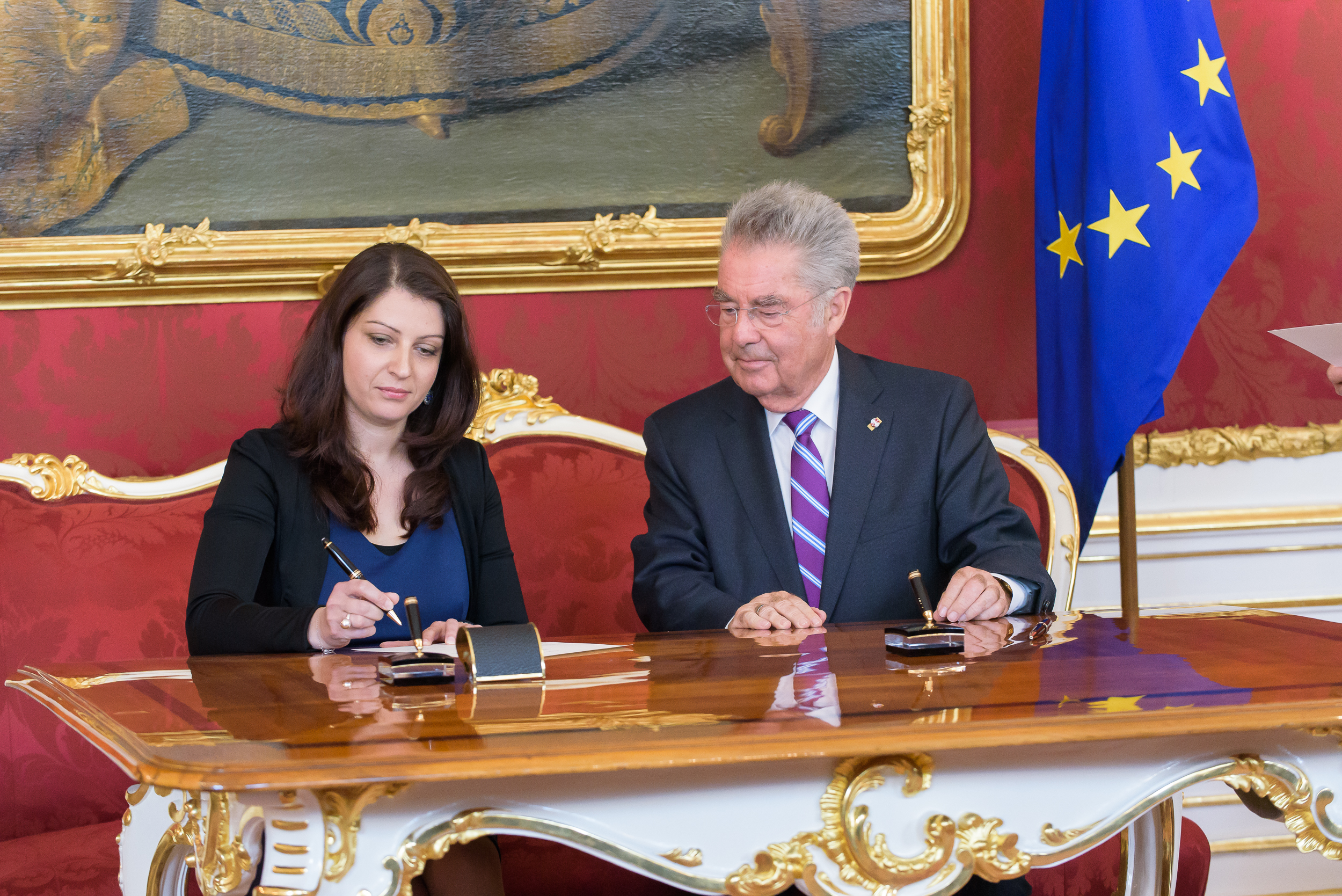
دزدار أثناء أدئها اليمين القانونية بعد تعيينها وزيرة أمام رئيس النمسا هاينز فيشر.

تمت تسمية منى دزدار كوزيرة دولة في المستشارية الاتحادية في 17 مايو 2016 لتستلم حقيبة «الخدمة الإدارية والمدنية» من سونيا شتيسل، بالإضافة إلى مهام أخرى كالتنوع والرقمنة. دزدار هي واحدة من أربع وزراء جدد (بالإضافة إلى توماس دروزدا وسونيا هامرشميد ويورغ ليختفريد في حكومة 17 مايو 2016 التي شكلها المستشار كريستيان كيرن خلفا لفيرنر فايمان الذي قدم استقالته في 9 يناير 2016 من المستشارية وكذلك من رئاسة الحزب الديمقراطي الاجتماعي النمساوي (SPÖ). دزدار هي أول شخص من أصول مهاجرة يتم تعينه في منصب على المستوى الاتحادي.

## حياتها الخاصة
دزدار هي ابنة مهاجرين فلسطينيين. كان والدها موظفا في اليونيدو والأم ربة منزل. لديها خمسة من الإخوة والأخوات. لغتها الأم هي الألمانية كما العربية. تعرف نفسها بأنها مسلمة غير ممارسة، وهي أول عضو في الحكومة النمساوية في الجمهورية الثانية تنتمي ذات خلفية مسلمة.
منى دزدار هي رئيسة نادي المجتمع الفلسطيني النمساوي (PÖG).

## وصلات خارجية
- الدخول إلى منى Duzdar على موقع البرلمان النمساوي
- منى Duzdar على الأعضاء.في
- منى Duzdar على bka.gv.في